# Красное Динамо
Кра́сное Дина́мо (англ. Crimson Dynamo) — суперзлодей — герой из комиксов Marvel Comics. Он был создан писателем Стэном Ли и художником Доном Хеком. Впервые появился в комиксе Tales of Suspense #46 (октябрь, 1963). Под именем Красное Динамо в комиксах появлялось несколько советских, а впоследствии российских агентов, облачённых в броню наподобие той, которую использует Железный человек. Является одним из сильнейших врагов Тони Старка. После раскола «Мстителей» вступил в группу агентов, главой которой является русский аналог «Щ.И.Т.а».

## Воплощения

### Антон Ванко
- Первым воплощением Красного Динамо был его создатель: профессор Антон Ванко. Советский учёный армянского происхождения имел докторскую степень по физике, но прежде всего, был экспертом в области электричества. По просьбе советского правительства он сконструировал силовой экзоскелет, который был способен выполнять невероятные подвиги. Броня Красного Динамо давала Ванко возможность генерировать и контролировать электричество во всех его формах, что позволяло ему стрелять молниями и летать с помощью электромагнитных двигателей.
- Как Красному Динамо, Ванко было поручено Советским Союзом одержать победу в бою над Железным человеком, его американским коллегой[1]. После поражения от Железного человека, Ванко бежал в США, опасаясь, что начальство убьёт его за провал. Ванко начал работать на Тони Старка, как один из его главных учёных. В конце концов, они стали друзьями. Однако вскоре Советы пришли за Ванко, как он предсказал. КГБ прислало своего лучшего агента, Чёрную Вдову, а также Бориса Тургенова, который впоследствии украдёт броню и станет вторым Красным Динамо. Ванко погиб, спасая Железного человека[2].

### Борис Тургенов
- Борис Тургенов, сотрудник КГБ, считается вторым обладателем брони Красного Динамо. Единственное появление в Tales of Suspense #52 (апрель 1964). Тургенов приехал в США с Чёрной Вдовой убить учёного-диссидента Антона Ванко, ставшего работником Stark Industries, а также Тони Старка и Железного человека, который рассматривался как один из его телохранителей. Тургенов почти выполнил свою миссию, фактически победив Железного человека с помощью украденной брони Красного Динамо. Он был убит Антоном Ванко, который, жертвуя своей жизнью, выстрелил из экспериментального лазерного пистолета в Бориса, но оружие оказалось нестабильным и взорвалось, убив и Ванко, и Тургенова. В фильме «Железный человек 2» — ложный паспорт Ванко носит это имя.

### Алекс Невский
- Алекс Невский, был третьим по счёту Красным Динамо, появившись впервые в Iron Man #15 (июль 1969).

Урождённый Алекс Невский, Нивен работал вместе с Антоном Ванко. Он гордился своим руководителем и во всем старался на него походить. Когда Ванко бежал в Америку, все, кто с ним работал, попали под подозрение КГБ. Карьера и жизнь Невского были разрушены. Ненависть к родному правительству начала созревать в Алексе. Он жаждал уничтожить Железного Человека и Тони Старка, которые лишили родину великого учёного. Невский переселился в Америку, взяв псевдоним Алекс Нивен, и благодаря собственным талантам нашел работу в Корд Индастриз.
План Алекса был прост: использовать знания, чтобы выбить Старк Индастриз с рынка. Затем, благодаря ресурсам своей компании, улучшить броню Красного Динамо. При каждой попытке одержать верх над Железным Человеком, Невский терпел неудачу. Но не только на поле боя он искал путь к победе. Алекс ухаживал за главой Корд Индастриз Джаниз Корд, но не заметил, как сам влюбился в неё.
Капиталистический строй разрушил внутренний мир юного гения: желая славы, Красный Динамо открыл свою истинную личность. Но он не взял в расчет советское правительство, которое не забывает своих должников. СССР тайно заслало в Америку другого бронированного солдата — Титанового Человека. Невский не смог защитить любимую женщину от рук убийцы, и бежал, оставив хладный труп Джаниз. Потеряв от горя и опасности способность четко мыслить, Алекс начал винить Железного Человека в смерти девушки, напрочь забыв про Титанового Человека.
Позже, уже во Вьетнаме, Невскому пришлось объединить силы с Титановым и Радиоактивным Человеком (китайский учёный, управляющий разными волнами радиации). Их группа бывших коммунистов получила название «Титаническая Тройка». Когда эта могучая кучка распалась, Алекс остался жить в Сайгоне. Только агенты КГБ настигли его и там. Невский был казнен, а броня конфискована.

### Юрий Петрович
Четвёртый Красный Динамо, разумеется, также родом из СССР. У Чёрной Вдовы за долгие годы службы в КГБ было несколько партнеров. Одного из них звали Иван Петрович («Петрович» в данном случае фамилия). Жизнь Ивана пошла под откос, когда на связь с ним вышли некие агенты западной разведки (предположительно американцы). Но когда агент отказался бежать, его жену убили. Петровичу удалось спасти только своего сына Юрия, но из-за неразберихи они потеряли друг друга. Юрий, лишенный родителей, был схвачен советскими агентами и перевезён за границу.
Не раскрывая своих истинных намерений, Юрия растили в обстановке полной ненависти ко всей капиталистической культуре. Когда его отец и Чёрная Вдова сами дезертировали, Юрий был «спасён» советскими агентами и возвращён на родину. Юрий стал полноправным агентом КГБ и получил броню Красного Динамо вместе с заданием: убить диссидентов. Будучи в Америке, он выяснил, что Советы виноваты в смерти его матери. В ярости Красный Динамо принялся крушить всё подряд, но был остановлен Чёрной Вдовой. Юрий Иванович Петрович вернулся в Союз, был лишен брони и сослан в Сибирь.

### Дмитрий Бухарин
Пятым пилотом брони являлся агент Дмитрий Бухарин. Красный Динамо стал частью команды под названием Советские Суперсолдаты. После неудачной миссии (и встречи с Железным Человеком), команда была предана собственным правительством, и Бухарина изгнали из её рядов, когда он объявил, что всё ещё доверяет советской власти. Дмитрий получил новую, улучшенную броню Динамо, и присоединился к отряду Высшие Советы, просуществовавшему до перестройки. При новом правительстве костюм Красного Динамо изъяли, а Бухарин получили совершенно новые технологии, став новым персонажем по имени «Авиаудар».

### Валентин Шаталов
Полученную от Бухарина броню использовал генерал Советской Армии Валентин Шаталов. Когда схватка с Советскими Суперсолдатами окончилась для него поражением, и по его вине умер первый Титановый Человек, Шаталов был лишен звания и костюма.

### Геннадий Гаврилов
Пока броня пылилась на складе, студент Геннадий Гаврилов случайно обнаружил шлем-прототип дизайна Антона Ванко. Решив, что это игровой шлем, Геннадий запустил оригинальную броню Красного Динамо. Оставив за собой след разрушений, броня добралась до шлема, и молодой человек получил костюм. После небольшой стычки с вооруженными силами, Гаврилов скрылся из виду. До сих пор неизвестно о судьбе прототипа и студента

### Борис Вадим
За годы, прошедшие после неудачи Вальски, броня переходила от одного пилоту к другому — часто их имена не успевали даже мелькнуть. Известно лишь имя двенадцатого Красного Динамо — Борис Вадим. Который, в принципе, тоже не долго продержался в этом звании, и был съеден русским мутантом Игорем Дренковым.

## Силы и способности
Красное Динамо обладает теми силами, которые были присвоены ему в начальной версии. Красное Динамо имеет возможность генерировать электрические разряды (молнии) и может летать на магнитных двигателях.

## Другие версии

### Тесла Динамо
Русская мафия заказала у армии специальный костюм, притворившись зарубежными партнёрами. Получив его, Мафия использовала разработку для грабежей. Отличается Чёрно-желтым раскрасом и наличием генератора молний на правой руке.

### КСЭБ-Н
КСЭБ-Н создан для проведения опытов в космосе (Н означает — научный). Может выдерживать крайне экстремальные температуры. Оснащён научным оборудованием. Отличается наличием научного оборудования.

## Красное Динамо вне комиксов

### Фильм
В фильме «Железный человек 2», выпущенном в 2010 году, Иван Ванко в исполнении Микки Рурка является главным антагонистом. В фильме он представлен талантливым физиком, сыном советского инженера Антона Ванко, одного из создателей атомного реактора холодного синтеза, который лежит в основе бронекостюма Железного человека. В фильме Ванко имеет элементы образов как и Красного Динамо, так и другого врага Железного человека — Хлыста. Поддельный паспорт, с которым Иван Ванко едет в Монако, выдан на имя Бориса Тургенова.
Молодой Антон Ванко появился в 1 серии 1 сезона сериала Агент Картер. Его сыграл Коста Ронин.

### Анимация
Красное Динамо появлялся в нескольких сериях мультфильма «Железный Человек: Приключения в броне (2010)» в костюме и Иваном Ванко без костюма.
Также появляется в некоторых сериях мультсериала «Мстители: могучие герои Земли». Там он состоит в команде Властелины зла. Также Красное Динамо появляется в мультсериалах «Отряд супергероев» и «Команда «Мстители».

### Видеоигры
Красное Динамо появляется в игре Marvel: Ultimate Alliance. Там он один из союзников Доктора Дума.
Красное Динамо появляется в игре Iron Man 2 в качестве босса.
Является игровым персонажем в игре Lego Marvel Super Heroes как Хлыст.
Является игровым персонажем в игре Lego Marvel's Avengers.
В игре Marvel Super Hero Squad озвучен Джессом Харнеллом.

### Игрушки
Продаются фигурки Красного Динамо в Marvel Legends